# Rinderbach (Ruhr)
Der Rinderbach (GKZ 27698), nach dem Heiligenhauser Wohnplatz und heutigem Ortsteil Vogelsang auch Vogelsangbach genannt, ist ein 11,7 km langer, orografisch linker Nebenfluss der Ruhr in Nordrhein-Westfalen.

## Geographie

### Verlauf
Der Bach entspringt in Velbert am Südrand des Herminghausparks auf einer Höhe von 238 m ü. NN. Von hier aus fließt der Rinderbach bzw. Vogelsangbach zunächst in nordwestliche und westliche Richtung. Dabei wird er bei Abtsküche zu einem See gestaut und passiert den Heiligenhauser Ortskern am nördlichen Ortsrand. Hier wendet sich der Lauf nach Norden. Bei Kettwig vor der Brücke mündet der Rinderbach auf 37 m ü. NN in die Ruhr.
Der Rinderbach mündet nach seinem 11,7 km langen Weg 201 Höhenmeter unterhalb seines Ursprungs, was einem mittleren Sohlgefälle von 17,2 ‰ entspricht.

### Einzugsgebiet
Der Rinderbach entwässert ein 20,346 km² großes Einzugsgebiet über Ruhr und Rhein zur Nordsee.

### Zuflüsse
Hierarchische Liste einer Auswahl der Zuflüsse, jeweils von der Quelle zur Mündung mit Gewässername, orografische Lage, Koordinaten , Mündungsort und Mündungshöhe in Normalhöhennull (NHN), Länge in Kilometer (km) und Einzugsgebiet in Quadratkilometer (km²) nach dem Topographisches Informationsmanagement (TIM), mittlerer Abfluss (MQ) in Liter pro Sekunde (l/s) nach dem Fachinformationssystem ELWAS. Höhe immer abgefragt bei TIM. Andere Quellen für die Angaben sind vermerkt.
- Borkhorstbeeke, von rechts, mündet  bei den Krehwinkler Höfen auf 165 m ü. NHN, 0,2 km[5]
- Krehwinkler Siefen, von rechts, 0,2 km[5]
- Küppersbach, von rechts bei Küppersbusch, 0,5 km[5]
- Holzsiepenbach, von rechts, 0,3 km[5]
- Wordenbecker Bach, von links bei Hetterscheid, 2,0 km, 2,14 km²
  - Grünendahlbeeke, von links, 0,2 km[5]
  - Nordenscheidsbach, von links, 0,9 km, 0,58 km²
- Hornscheidter Bach, von rechts, 1,0 km[5]
- Brügelbach, von links
- Lindenbach, von rechts
- Scharpenhauser Bach, von links
- Hachlandbach, von links
- Stemmenbach, von rechts gegenüber Heiligenhaus
  - Hannscheider Bach, von rechts
- Beeke am Sprung, von rechts gegenüber der Laupenmühle
  - Siefen am Sprung, von links
  - Groß-Isenbügleler Beeke, von rechts
- Schopshofer Bach, von links In der Laupe
- Isenbügeler Bach, von rechts gegenüber In der Laupe
- Limberger Bach, von links
- Stakenberg Siefen, von links
- Rosenthal Siefen, von links
- Kottenberger Siefen, von links
- Vogelbuschbach, von links bei Walkmühle
- Brockhorstbach, von links bei Brockhorst
- Mühlenteichgraben, von rechts
- Grenzbach, von links
- Fuchslochbach, von rechts
  - Fuchslochsiefen, von rechts
- Rehtalbach, von links
  - Oberweger Bach, von links
  - Klusenbach, von links
- Landberger Buschbach, von links
- Siepener Bach oder Laupendahler Bach, von rechts